# Cymindis tschikatunovi
Cymindis tschikatunovi is een keversoort uit de familie van de loopkevers (Carabidae). De wetenschappelijke naam van de soort is voor het eerst geldig gepubliceerd in 1977 door Mikhailov.